# اضطهاد خوارزمي
الاضطهاد الخوارزمي أحد أشكال القمع والعنف السبراني ويتمثّل في ممارسات منحازة قمعية ضدّ مستخدمين من مجتمعاتٍ عانت الاضطهاد التاريخيّ والسياسيّ والاقتصاديّ أو ما تزال تعانيه. وفقًا لدكتورة صفية نوبل هذا الشكل من الاضطهاد ليس عرضيًا بل اضطهاد منهجي.

## وصف للظاهرة
في الفضاءات الاجتماعية السبرانية تنشأ هويات الأفراد عبر التفاعل والنشاط وتولِد خوارزميات النظم الحاسوبية التي توجد من خلالها تلك الفضاءات وتعمل تصوّرا وهوية بناء على معطيات ترتبط بالوجود المادي للمستخدمين، مثل محلّ وجودهم الجغرافي واللغة التي يستعملونها وأجناسهم وأنواعهم الاجتماعية وأعمارهم وأنماط الاستهلاك المادي الحاصلة عبر الوسائط الرقمية التي يُمكن من خلالها تصنيف البشر وفق فئات اقتصادية واجتماعية. كما تدخل ضمن محددات بناء التصور الآراء والمواقف السياسية والاجتماعية التي يُعبّر عنها الأفراد، وكما تتضمن كذلك دفوق البيانات التي تُمثل تفاعلات المستخدمين في تلك الفضاءات وسلوكهم الممتد عبر الفضاء السبراني وعبر آماد زمنية ممتدة من وجودهم في تلك الفضاءات، وهذه الأخيرة ليست دوما بادية ولا مفهومة لأغلب المستخدمين.
وبسبب المركزية المستحدثة للفضاءات الاجتماعية السبرانية التي صارت تفرض على البشر الانخراط فيها إن هُم أرادوا النمو اقتصاديا ومهنيا، بعد أن ترسّخ دور وسائل الاتصال السبرانية كأدوات للتواصل الاجتماعي، اكتسبت تلك التصورات المولدة والمحفوظة في بنية النظم السبرانية أهمية في تحديد مقدرات الأفراد، من حيث قدرتهم على الوصول إلى الفرص الاقتصادية والدراسية، وتُرسخ الهوة ما بين البشر الذين يعيشون في المراكز وأولئك الذين يعيشون في الأطراف، وكذلك ما بين من ينتمون إلى التيارات الاجتماعية السائدة في المجتمع ومن ينتمون إلى المجموعات المهمشة والأقليات، وبالطبع فيما بين الطبقات في تلك المجتمعات وكل تقاطعات تلك المحددات السابق ذكرها.
لا يقتصر الاضطهاد الخوارزمي على النظم الحاسوبية والسبرانية التي يُدرك البشر انخراطهم فيها كمستخدمين فاعلين، مثل الشبكات الاجتماعية والتفاعلات الاختيارية عبر الإنترنت التي تكون فيها للأفراد قدرة على الفعل الإرادي بالتصرف، بل يمتد أيضا إلى النظم الحاسوبية ونظم المعلومات التي يتعرض لها الأشخاص كمواطنين في حياتهم دون أن تكون لديهم القدرة على الإلمام بحدود تلك النظم ولا أثرها على حياتهم ولا إرادة فعلية في تقرير إذا ما كانوا راغبين على الانخراط فيها ومعالجة بياناتهم فيها، مثل النظم الحاسوبية المعينة للمنظومة القضائية والشرطية وشركات ومرافق السفر والمعابر الحدودية وإدارة الموارد المخصصة للاجئين أو متلقي المعونات الاجتماعية ونظم التأمين الصحي، وكلها نظم معلومات تتخذ قرارات بشأن من يُسمح له ومن لا يُسمح له، ومن يتأهل ومن لا يتأهل لنيل الخدمة أو الاستحقاق الاجتماعي أو القانوني، وصولا إلى نظم المراقبة العمومية التي يتزايد تضمينها قدرات وآليات للتعرف على المشبوهين والإرهابيين المحتملين وفق قواعد عادة ما تكون غير معروفة للعامة ولا مدروسة من النواحي الحقوقية—وأحيانا ولا حتى القانونية.
تتفاقم فداحة تلك القدرة على التحكم في مصائر الأفراد عند اقترانها بنظم حكم شمولي تتداخل فيها رغبة النظام السياسي في التحكم في الجماهير مع قدرة ذلك النظم على خرط أولئك الجماهير في فضاءات اجتماعية سبرانية محكومة من قبل النظام السياسي، وكذلك في النظم السياسية التي تقوم على تمييز ممنهج بين مكونات المجتمع، مثل نظم الفصل العنصري وسلطات الاحتلال وغيرها من الحالات التي توجد فيها أسس قانونية وممارسات رسمية أو غير رسمية للتفرقة بين البشر الذين يعيشون تحتها.
من جهة أخرى هناك يظهر اضطهاد الخوارزميات من خلال عرض نتائج بحث منحازة ضدّ الفئات المضطهدة التي توصم عادة بوصمات سيئة بسبب أفكار مسبقة عنها، بمعنى أنّ الدخول للإنترنت والعوالم الافتراضية لا يوّفر العدالة في الاستخدام، فمثلا عند البحث عن النساء السود تُصوّرهن نتائج البحث بصورة قبيحة وعنيفة لا تعبّر عن الغنى الحضاري والثقافي لهذه الفئة من النساء، وكذلك عن تقييم المطاعم المتدني في حارات السود المكتظة، فقط لكونها مطاعم للسود. المشكلة هي في تصميم الخوارزميّات ومع الأفراد الذين يطوّرونها لتماهي سرديات العالم الأوّل التي تضهد شعوبًا ومجتمعات مقموعة ومستعمرة والتمييز على أساس الجنس والميول الجنسيّ. فهذه المنظومة السائدة المتحمة في العالم لها حساسياتها ومصالحها السياسيّة والاقتصاديّة. هناك بعض الدول طوّرت تطبيقات خاصّة للتحكّم بأفرادها، والمشلكة في حالة هذا الاضطهاد أنه لم تسنّ الدول قانونًا يحمي المستخدمين أو تلك المجموعات المقموعة إفتراضيًّا وواقعيًّا، في حال سنّت هذه القوانين ستصل أصوات المقموعين للعالم الافتراضيّ والواقعيّ سواء.

## القضية الفلسطينيّة واضهاد الخوارزميات
وضعت «إسرائيل» نصب أعينها مراقبة الفلسطينيين على الشبكة وفي العالم الافتراضيّ فهي تحتل الحيّز الجغرافيّ والواقعيّ، وتسعى جاهدة لاحتلال الحيّز الافتراضي. تنبّهت «إسرائيل» لقدرة الفلسطينيين على بناء سرديات وبثّها بنجاح في العالم من خلال الإنترنت، ووسائل التواصل الاجتماعيّ مما حذا «بإسرائيل» بتأسيس وحدة سايبر خاصّة عرفت بالوحدة 8200 وهي وحدة مسؤولة عن التجسّس الإلكترونيّ وجمع معلومات الفلسطينيين على الشبكة ولجم وقمع المحتوى الفلسطيني على الإنترنت بشتى الطرق منها اعتقال ناشطين وتهديدهم. تشارك وتساهم شركة فيسبوك ومنصاتها المختلفة بالتعاون مع «إسرائيل» لقمع الفلسطينيين من خلال سياساتها التي تنصّ على عدم الثناء على من يقود منظمات "إرهابية" - وفقًا لفيسبوك «إسرائيل» وممارساتها بحقّ الفلسطينيين خارجة عن تعريف الإرهاب- أويمثلّها ويحثّ على أعمال تقاوم الاحتلال وقمعه. وكذلك تطبيق خرائط جوجل لا يعترّف بالأسماء العربيّة للقرى المدن والمناطق في فلسطين ونقصد الضفّة الغربية والأراضي المحتلّة عام 1948، وفي الأحداث الأخيرة حاولت فايسبوك ومنصاتها وتويتر إسكات الفلسطينيين من خلال حذف منشوراتهم لتوثيق لتهجيرهم من حي كرم الجاعوني في الشيخ جرّاح وكذلك توثيق عنف الاحتلال بحقّ الفلسطينيين وهجمات المستوطنين الشرسة عليهم.